# Palaos en los Juegos Olímpicos de Atenas 2004
Palaos estuvo representado en los Juegos Olímpicos de Atenas 2004 por cuatro deportistas, dos hombres y dos mujeres, que compitieron en tres deportes.
El portador de la bandera en la ceremonia de apertura fue el luchador John Tarkong. El equipo olímpico palauano no obtuvo ninguna medalla en estos Juegos.